# محمد أمين (ملاكم)
محمد أمين (15 نوفمبر 1913 - ) هو ملاكم مصري، صنّف ضمن فئة الوزن الثقيل الخفيف ‏. شارك في الألعاب الأولمبية الصيفية 1936.

## وصلات خارجية
- محمد أمين على موقع أوليمبيديا (الإنجليزية)